# Cristina Lara
Cristina Lara Pérez (* 5. August 1995 in Barcelona) ist eine spanische Leichtathletin, die sich auf den Sprint spezialisiert hat.

## Sportliche Laufbahn
Erste internationale Erfahrungen sammelte Cristina Lara im Jahr 2012, als sie bei den Juniorenweltmeisterschaften in Barcelona im 200-Meter-Lauf mit 24,73 s in der ersten Runde ausschied und mit der spanischen 4-mal-100-Meter-Staffel im Vorlauf disqualifiziert wurde. Im Jahr darauf kam sie bei den Junioreneuropameisterschaften in Rieti mit 11,91 s nicht über die Vorrunde über 100 Meter hinaus und 2014 schied sie bei den Juniorenweltmeisterschaften in Eugene mit 12,11 s im Halbfinale im 100-Meter-Lauf aus. Mit der spanischen 4-mal-100-Meter-Staffel startete sie im August bei den Europameisterschaften in Zürich, verpasste dort aber mit 44,68 s den Einzug ins Finale. 2015 schied sie bei den U23-Europameisterschaften in Tallinn mit 11,83 s bzw. 23,85 s jeweils in der ersten Runde über 100 und 200 Meter aus und im Jahr darauf verfehlte sie bei den Europameisterschaften in Amsterdam mit 44,14 s den Finaleinzug mit der Staffel. 2017 startete sie im 60-Meter-Lauf bei den Halleneuropameisterschaften in Belgrad und schied dort mit 7,40 s im Halbfinale aus. Mitte Juli gelangte sie dann auch bei den U23-Europameisterschaften in Bydgoszcz über 200 Meter bis ins Halbfinale und schied dort mit 25,37 s aus, während sie im Staffelbewerb in 43,96 s die Goldmedaille gewann. 2018 belegte sie bei den Mittelmeerspielen in Tarragona in 11,65 s den sechsten Platz über 100 Meter und gewann mit der Staffel in 43,31 s gemeinsam mit María Isabel Pérez, Estela García und Paula Sevilla die Silbermedaille hinter dem italienischen Team und stellte damit einen neuen Landesrekord auf. Anschließend scheiterte sie bei den Europameisterschaften in Berlin mit 11,65 s in der ersten Runde über 100 Meter und klassierte sich mit der Staffel mit 43,54 s auf dem achten Platz.
2019 erreichte sie bei den Europaspielen in Minsk nach 11,71 s Rang 15 über 100 Meter und bei den World Athletics Relays 2021 im polnischen Chorzów verpasste sie mit 44,38 s den Finaleinzug in der 4-mal-100-Meter-Staffel.
In den Jahren 2015 und 2017 wurde Lara spanische Meisterin im 100-Meter-Lauf sowie 2016 über 200 Meter. 2015, 2016 und 2019 siegte sie in der 4-mal-100-Meter-Staffel. Zudem wurde sie 2015, 2017 und 2018 Hallenmeisterin im 60-Meter-Lauf.

## Persönliche Bestzeiten
- 100 Meter: 11,40 s (+1,9 m/s), 22. Juli 2017 in Barcelona
  - 60 Meter (Halle): 7,36 s, 18. Februar 2017 in Salamanca
- 200 Meter: 23,22 s (+0,9 m/s), 17. Juni 2017 in Ciudad Real
  - 200 Meter (Halle): 23,78 s, 6. März 2016 in Madrid